# Sándor Imre (genealógus)
Csíkszentmihályi Sándor Imre (Kolozsvár, 1877. február 14. – Budapest, 1930. január 3.) genealógus, heraldikus, újságíró, a kolozsvári Magyar Jelzálog Hitelbank tisztviselője.

## Élete
Csíkszentmihályi Sándor Imre főszolgabíró és csíkmadéfalvi Istvánffy Magda harmadik gyermekeként született. Felesége Paál Erzsébet, gyermekük nem volt.
Pósta Béla régészprofesszor tanítványa volt a kolozsvári egyetemen. 1916 karácsonyától részt vett az Első világháborúban, az orosz harctérre kerül. (Ekkortól hagyott fel véglegesen a Genealógiai Füzetek szerkesztésével.) 1921. február 19-én összeesküvés gyanúja miatt Kolozsváron a román hatóságok letartoztatták, és elítélték. Börtönéveit 1923. novemberéig a kolozsvári, illetve a văcăreşti-i fogházban töltötte. Ekkor a kicserélendő politikai foglyok listájára került, és 1923. november 23-án csere útján kiszabadult. Kiszabadulása érdekében Endes Miklós a magyar külügyminiszternél közben járt. Ezután Budapesten élt, de a börtönben megromlott egészségi állapota miatt 1930. január 3-án, 53 éves korában elhunyt. A kolozsvári Házsongárdi temetőben, a családi sírboltban temették el.

## Munkássága
1902-ben csíkszentsimoni Endes Miklós sógorával, Kelemen Lajossal, S. Gyulay Richárddal, Köpeczi Sebestyén Józseffel, Török Pállal  és Köblös Zoltánnal megalapították a „Genealógiai Füzetek” című családtörténeti folyóiratot, melynek főszerkesztője lett. Ekkortájt levelezett kora jelentős történészeivel (pl. Szádeczky-Kardoss Lajossal), valamint nagy munkabírással és kitartással kutatta nem csak a családok leszármazását, címerét, hanem többek között Kolozsvár jelképeit is.
Jellemét leginkább saját néhány sorából ismerhetjük meg, melyet a 10 éves, jubileumi Genealógiai Füzetek bevezetőjében ír: 
„Bármily csekély anyagi eszközökkel és bármily fogyatékos tudással is működtünk a múltban, most, amidőn folyóiratunk tizedik évfolyamát indítjuk útnak, önérzettel tekintünk a teljesített kötelesség eredményére. Elfogulatlan ítélkező el nem tagadhatja, hogy a magyar családtörténeti irodalomnak hasznos szolgálatot teljesítettünk. Megszólaltattuk a letűnt századok szereplő egyéniségeit, bevilágítottunk az elmúlt idők társadalmi életébe és közelebb hoztuk őseink családi tűzhelyeinek jótékony melegét. Oly küzdelmeket elevenítettünk föl, amelyek nekünk idegenek nem lehetnek. Ugyanazon rögökért folyt a harc, mint ma és ugyanazon vér festette vörösre a vitatott rögöt, mint amely a mi ereinkben buzog. Legnagyobb hálátlanságnak tartjuk elfordulni a múlttól: megtagadni a bölcsőt, mely ringatott, eltaszítani az édesanyát, mely fölnevelt. Ily hálátlanságra csak a tudatlanság késztethet valakit. Azért egyesítettük e folyóirat hasábjain csekély erőnket, hogy minél jobban megismerhessük a múltat s minél nagyobb mértékben róhassuk le hálánkat a múlt iránt. E kegyeletes áldozati oltáron immár tíz éve tartjuk lobogva a lángot s ha gyér világa itt-ott szunnyadozni kezdett, lelkesedésünk tüzével siettünk újra és újra pótolni elhamvadó fényét. Köszönet mindazoknak, akik jóakaratú szándékukban segítségünkre voltak. A jövőben is az lesz a törekedésünk, hogy a belénk helyezett bizalmat megérdemeljük. Ezen ígéretünk hangsúlyozása mellett kérjük további pártfogását. Immár egy évtizedes tapasztalat alapján jelölhetjük ki munkálkodásunk terét. A természetes fejlődés elvénél fogva is hovatovább nagyobb mérvű igények kielégítése várható tőlünk. Büszkék leszünk, ha ezen várakozásnak megfelelhetünk, ha valaha küzdelmeinket siker koronázza!”
1927 nyarán már súlyos szívbetegen végezte Szádeczky-Kardoss Lajos: A székely nemzet története és alkotmánya című művének korrektúráját. Korai halála miatt már nem érhette meg utolsó, nagy tanulmányának kiadását (A székelyek letelepülése, Hargitaváralja-Budapest 1930.)
Jelentős módon hozzájárult a magyar heraldikai emlékanyag közzétételéhez (Czímerlevelek). A Magyar Országos Levéltárba került székely hadtörténeti és erdélyi genealógiai adatgyűjtése. A levéltári anyagából (MOL P593 ) 1956-ban sok elpusztult, egy része mikrofilmen (X102) kutatható.

## Művei
- A széplaki Petrichevich-Horváth család. Kolozsvár, 1908
- Genealógiai Füzetek
- Marostorda vármegye nemes családjai.  Genealogiai Füzetek, 2, 1904
- Czímerlevelek, 1551-1629. I-II. Gyüjtötte Sándor Imre. Kolozsvár : A Genealogiai Füzetek Szerkesztősége, 1910
- A csíkszentsimoni Endes család levéltára. Kolozsvár, 1910.
- Czímerhasználat. Kolozsvár, 1911.
- A csíkszentmihályi Sándor család levéltára. Kolozsvár, 1914. A család megbízásából szerkesztette Sándor Imre. 1. kötet. 1539-1756
- Kolozsvár czímeres emlékei. Kolozsvár 1920.
- A székelyek letelepülése. Hargitaváralja-Budapest 1930.
- A kolozsvári Farkas-utczai református templom régi sírkövei. Kolozsvár, 1913